# C.R. Jakobson boerderijmuseum
Het C.R. Jakobson boerderijmuseum is een openluchtmuseum in het Estse dorp Kurgja, gelegen in de provincie Pärnumaa. Het museum biedt een inkijk in het leven en werk van Carl Robert Jakobson, een succesvolle boer, politicus, en belangrijke figuur in de Estse nationale beweging. Bezoekers kunnen de nog actieve Kurgja boerderij verkennen, inclusief veeteelt en landbouwactiviteiten. Alle gebouwen zijn gebouwd volgens Jakobson's eigen tekeningen en visie. Het museum wordt beheerd door het Ests plattelandsmuseum, dat ook het Ests landbouwmuseum en de Tori paardenboerderij beheert.